# 青春は残酷だ
『青春は残酷だ』（せいしゅんはざんこくだ）は2021年6月25日に配信されたGLAYのデジタルシングル。

## 概要
年内リリース予定のニューアルバムに先駆けた5ヶ月連続配信リリースの第二弾。楽曲自体は5月29日に行われた、JIROプロデュースの配信ライブ『THE ENTERTAINMENT STRIKES BACK RESONANCE LIFETIME MUSIC』で初披露された。
本曲も「「FRIED GREEN TOMATOES」に通ずる、優しく、そしてどこか懐かしさを覚えるナンバー」に仕上がっている、とのこと。

## 収録曲
1. 青春は残酷だ
  - 作詞・作曲：TAKURO　編曲：GLAY&亀田誠治